# Тиньков, Олег Юрьевич
Оле́г Ю́рьевич Тинько́в (род. 25 декабря 1967, Полысаево, Кемеровская область) — российский бизнесмен, проживающий на данный момент на Кипре. Основатель «Т-Банка» (создан в 2006 году, до 2015 года — «Тинькофф кредитные системы», до 5 июня 2024 года — «Тинькофф Банк»). По данным на февраль 2024 года, банк занимал 11-е место по объёму активов и 11-е — по собственному капиталу среди российских банков.
7 июня 2016 года Олегу Тинькову было присвоено звание почётного гражданина Кемеровской области.
В 2020 году на фоне предъявленных со стороны США обвинений в налоговых махинациях покинул пост председателя совета директоров «Тинькофф банка», в январе 2021 года перестал быть контролирующим акционером TCS Group, также продал и другие российские активы. 24 февраля 2022 года после вторжения России на Украину был включён в персональные санкционные списки Великобритании, из которых был исключён в июле 2023 года.
Занимается проектом La Datcha и благотворительным фондом семьи Тиньковых. В прошлом развивал сеть магазинов бытовой техники «Техношок», производителя замороженных полуфабрикатов «Дарья», пивоваренную компанию и сеть ресторанов «Тинькофф», а также музыкальный магазин «Music Шок» и рекорд-лейбл «Шок Records».
Тиньков увлекается шоссейным велоспортом, имеет разряд кандидата в мастера спорта СССР. В 2005 году создал профессиональную велокоманду Tinkoff Restaurants, впоследствии сменившую название на Tinkoff Credit Systems и ставшую основой для российской команды «Катюша». С декабря 2013 по ноябрь 2016 года владел велокомандой «Тинькофф».
По данным издания Forbes, в списке богатейших бизнесменов России в 2021 году занимал 32-е место с состоянием 4,7 миллиарда долларов, в списке наиболее состоятельных людей мира — 608-е место. В 2022 году выбыл из глобального и российского списков.

## Биография

### Ранние годы
Олег Тиньков родился 25 декабря 1967 года в посёлке Полысаево, Ленинск-Кузнецкого района Кемеровской области в семье шахтёра и швеи. Окончил школу в Ленинске-Кузнецком. После, по собственным словам, работал на шахте имени Кирова и заводе «Кузбассэлемент».
С 12 лет Тиньков увлёкся шоссейным велоспортом, занимался сначала в школьной велосекции, после — в секциях при предприятиях. Выиграл ряд соревнований и в 1984 году получил звание кандидата в мастера спорта, однако в аттестат о среднем образовании отличной оценки по соответствующему предмету не получил. Во время спортивных сборов Тиньков впервые занялся фарцовкой, покупая дефицитные товары в Средней Азии и продавая их в Ленинске-Кузнецком. Карьера велосипедиста была прервана срочной военной службой: он не попал в спортивный клуб армии, а был отправлен в пограничные войска. В 1986—1988 годах он служил на Дальнем Востоке — в Находке и Николаевске-на-Амуре.

### Образование
В 1988 году Тиньков поступил в Ленинградский горный институт. Учебное заведение с большим числом иностранных студентов открывало широкие возможности для торговли. Олег спекулировал джинсами, косметикой и парфюмерией, чёрной икрой и водкой. Товары из Ленинграда он продавал в Сибири, а оттуда привозил японскую бытовую технику. Он отвозил в Польшу электроприборы и возвращался оттуда с офисной техникой и расходными материалами. Торговлей он занимался вместе с сокурсниками — Олегом Жеребцовым (впоследствии основатель сети магазинов «Лента»), Олегом Леоновым (будущий основатель сети магазинов «Дикси») и Андреем Рогачёвым (основатель компаний «ЛЭК» и «Пятёрочка»). На третьем курсе Тиньков ушёл из Горного института.
После продажи торгового бизнеса взял саббатикал и в 1999 году уехал в США, где прошёл полугодовую программу по маркетингу в Калифорнийском университете в Беркли.

### Семья
В 1989 году, во время учёбы в институте Тиньков познакомился со своей будущей женой — эстонкой Риной Валентиновной Восман. Свадьба состоялась в июне 2009 года — после 20 лет совместной жизни. Их дочь Дарья училась в Королевском колледже Лондона, сыновья Павел и Роман — в школе Святого Эдуарда в Оксфорде.

## Предпринимательство

### «Техношок»
В 1993 году Олег Тиньков занялся оптовой торговлей электроникой, импортируемой из Сингапура, и для упрощения оформления документов открыл в Петербурге товарищество с ограниченной ответственностью «Петросиб», а затем региональные «Петросиб-Кемерово», «Петросиб-Новосибирск», «Петросиб-Омск» и другие. Товары прибывали в Петербург и оттуда отправлялись в регионы, где продавались с большей наценкой. Начав с калькуляторов, он перешёл к офисной технике, телевизорам, видеомагнитофонам и даже искусственным цветам и деревьям. Первое время Олег сам летал в Сингапур, затем начал пользоваться грузоперевозками при помощи авиатранспорта, а переломный момент наступил, когда торговец-индиец Ашок Васмани отгрузил ему половину контейнера телевизоров в кредит. Тиньков перешёл к контейнерным перевозкам.
Снижение прибыли от оптовой торговли подтолкнуло Тинькова к открытию своей сети магазинов. В 1994 году «Петросиб» открыл первый магазин под маркой Sony на Малом проспекте Васильевского острова в Санкт-Петербурге. Вскоре — ещё один на улице Марата. Офис Petrosib USA открылся в Сан-Франциско. Успех в розничной торговле подтолкнул Тинькова к идее объединить магазины под общим названием. Открывшийся в 1995 году «Техношок» предлагал дорогую технику, но всё равно пользовался популярностью. Одним из первых в России «Техношок» начал обучать продавцов-консультантов. Президентом компании стал американец русского происхождения Серджио Гуцаленко. Сеть быстро росла: к 1996 году у «Техношока» было пять магазинов в Петербурге, по два в Омске и Кемерово и один в Новороссийске. С 1995 по 1996 год оборот удвоился и достиг 40 миллионов долларов.
К 1997 году в Санкт-Петербурге появились магазины «Эльдорадо», конкуренция выросла, а рентабельность снизилась. В 1997 году Олег Тиньков продал компанию менеджменту, а год спустя её приобрела компания «Симтекс». Олег вышел из «Техношока» с 7 миллионами долларов, которые вложил в пельменный бизнес.

### «Music Шок»
Параллельно с «Техношоком» в 1996 году Тиньков открыл сеть музыкальных магазинов «Music Шок». На открытии первого «Music Шок» выступали Филипп Киркоров и Алла Пугачёва, второго — Жанна Агузарова.
Вместе с Ильёй Бортнюком запустил рекорд-лейбл «Шок Records». Лейбл выпустил дебютные альбомы групп «Кирпичи» и «Ленинград», симфонию Владимира Дашкевича, основанную на его музыке к фильму «Шерлок Холмс и доктор Ватсон», альбом «Нечеловек-видимка» группы «Нож для Frau Müller». «Music Шок» издал 320-страничную книгу «Виктор Цой», составленную вдовой Виктора Марьяной Цой и музыкантом первого состава группы «Кино» Алексеем Рыбиным.
В 1998 году «Music Шок» был продан московской компании Gala Records.

### «Дарья»
Под торговой маркой «Дарья», названной в честь дочери Олега Тинькова, выпускались пельмени и другие замороженные полуфабрикаты. Идею Тинькову подал встреченный в сауне грек по имени Афанасий, поставлявший в Россию оборудование для производства равиоли.
Цех был открыт в начале 1998 года в Петергофе и первое время выпускал продукты под маркой «Смак» по лицензии, полученной от компании Андрея Макаревича. После конфликта с лицензиаром марка сменилась на «Питерский Смак». Поводом для создания собственного бренда послужил экономический кризис: новая марка позволяла наращивать долю рынка. Новый завод, открытый в декабре 1998 года на месте бывшего склада «Техношока» на Предпортовой улице в Петербурге, изначально производил только «Дарью». Кроме того, Тиньков выпускал продукты под марками «Толстый кок», «Добрый продукт» и «Царь-батюшка».
Первую известность «Дарье» принесла рекламная кампания, в рамках которой на пяти билбордах в Санкт-Петербурге и двух в Москве был размещён плакат с изображением перепачканных мукой женских ягодиц с подписью «Твои любимые пельмешки!». Прозвучавшая в другом рекламном ролике фраза «От этих равиолек дождёшься желудочных колик» вызывала недовольство компании «Равиоли». Не добившись исключения фрагмента из вещания, конкурент ответил звучащей в своей новой рекламе фразой «Дарья, брысь!».
В 2001 году «Дарья» была продана холдингу «Планета Менеджмент» Романа Абрамовича и Андрея Блоха за $21 миллион, 7 из которых ушли на погашение кредитной задолженности.

### Пиво «Тинькофф»
В 1997 году Тиньков не мог найти инвестора для строительства задуманного им пивоваренного завода. Помогли две встречи: поставщик оборудования, с которым он познакомился на выставке Drinktec в Мюнхене, предложил совместить пивоварню с рестораном и сосредоточиться на развитии бренда, а другой — посоветовал назвать пиво собственной фамилией в соответствии с баварской традицией.
Первоначальные инвестиции составили миллион немецких марок, и в августе 1998 года первый ресторан открылся в Петербурге на Казанской улице, 7. Там же вскоре появилась линия для разлива пива в бутылки. В 2001 году открылся ресторан в Москве в Проточном переулке, инвестиции в который составили 2 миллиона долларов. Ресторан в Самаре открылся в ноябре 2002 года, в Новосибирске — в январе 2003 года, затем появились рестораны в Нижнем Новгороде, Казани, Уфе, Екатеринбурге, Владивостоке и Сочи.
Первый завод был построен к лету 2003 года при поддержке банка «Зенит», открывшего Тинькову кредитную линию. Для строительства второго компания привлекала средства через облигационный заём, а также ссуды банка «Зенит» и немецкого HypoVereinsbank. Второй завод стоимостью около $75 миллионов был полностью построен на кредитные средства.
Заводы Тинькова выпускали пиво «Тинькофф», «Текиза», «Т». Расширяясь, компания вкладывала значительную массу средств в маркетинг. Был даже неудачный опыт сотрудничества Тинькова с фотографом и режиссёром Оливьеро Тоскани, автором рекламных кампаний United Colors of Benetton. Для продвижения марки «Тинькофф» была придумана история о предке предпринимателя — Порфирии Тинькове, поставлявшем пиво императорскому двору с 1759 года. По легенде, страницу с упоминанием о нём Олег Тиньков нашёл в словаре Брокгауза и Ефрона. Компания обратилась в Топонимическую комиссию Санкт-Петербурга с предложением увековечить род Тиньковых в названии улицы. Не заметившие подлога чиновники согласились на предложение, и 7 июля 2003 года в Пушкине появился Тиньков переулок.
С 2004 года к сделке по приобретению заводов «Тинькофф» проявлял интерес Sun Interbrew, и в 2005 году она состоялась. За завод и бренд концерн отдал около 200 миллионов долларов. После этого Тиньков продал помещения ресторанов «Тинькофф» управляющей компании «Тройка Диалог» за сумму около $10-12 миллионов, одновременно заключив долгосрочный договор аренды тех же помещений. Наконец, сами рестораны в 2008—2009 годах приобрёл фонд прямых инвестиций Mint Capital.

### «Тинькофф банк»

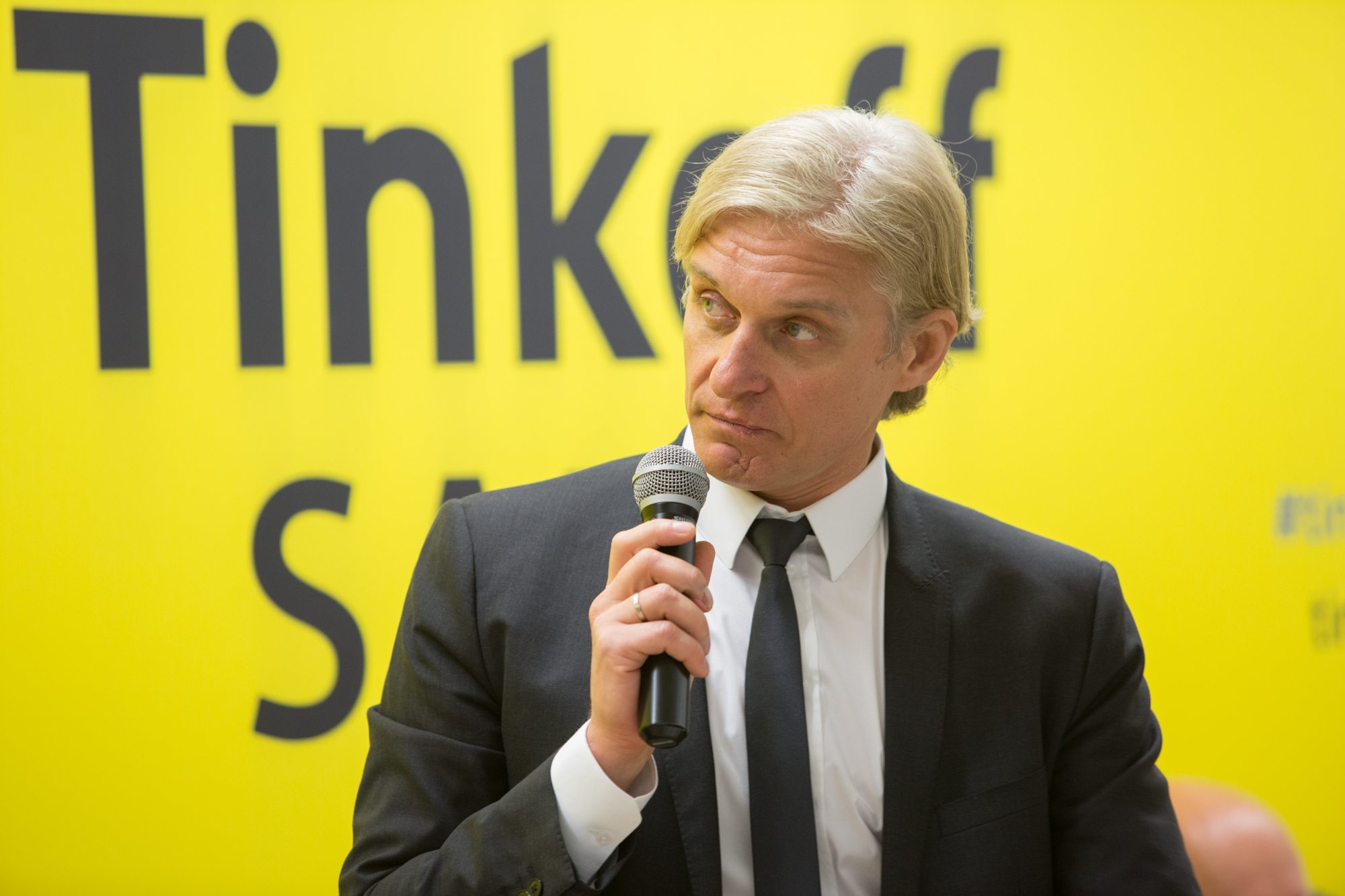
Олег Тиньков в январе 2014 года

18 ноября 2005 года на острове Некер, принадлежащем миллиардеру Ричарду Брэнсону, Олег Тиньков представил проект будущего банка. Boston Consulting Group по заданию Тинькова оценила предложенную им бизнес-модель и признала идею банка только с дистанционным обслуживанием реализуемой на рынке России. Тиньков приобрёл московский «Химмашбанк» ради банковской лицензии и в ноябре 2006 открыл банк «Тинькофф Кредитные Системы». В новый проект он вложил 70 млн долларов из 80, заработанных на пивном бизнесе. Летом 2007 года банк возглавил бывший глава VISA International в России Оливер Хьюз.
В 2007 году в число совладельцев ТКС вошёл инвестбанк Goldman Sachs, в 2008 году — фонд Vostok Nafta, в 2012 году — Baring Vostok и Horizon Capital. Долгое время банк не привлекал вклады и использовал собственный капитал для выдачи кредитов. В отсутствие собственной сети отделений и банкоматов главной статьёй расходов всегда был маркетинг, расходами на который было легче управлять. Благодаря этому банк на фоне быстрого роста ни разу в своей истории не показывал чистого убытка по итогам года.
В октябре 2013 года головная структура банка TCS Group вышла на Лондонскую фондовую биржу. Банк позиционировали как технологическую компанию, и в результате в ходе IPO инвесторы оценили его в $3,2 млрд с мультипликатором шесть капиталов. Выход на биржу стал, по версии Forbes, одной из крупнейших российских сделок 2013 года. Тиньков выручил за свои 9,6 % акций $200 млн, и у него осталось 50,9 % банка стоимостью $1,6 млрд. Тогда же он впервые вошёл в мировой рейтинг миллиардеров по версии Forbes (1210-е место).
После IPO Тиньков постепенно отдалялся от оперативного управления банком, оставив за собой роль «визионера». Банк диверсифицировал бизнес: вслед за привлечением депозитов физлиц появилось страхование, направление для малого и среднего бизнеса, мобильный оператор, после открылся брокерский бизнес и private banking для состоятельных клиентов. Расширение бизнеса отразилось и на названии — в 2015 году «Тинькофф кредитные системы» сменил название на «Тинькофф банк». По итогам 2019 года доля направлений, не связанных с кредитованием (транзакционного, комиссионного бизнеса и страхования), в общей выручке превысила 36 %.
После известия о своей болезни Тиньков осенью 2019 года инициировал передачу всех своих 40,4 % акций в семейный траст. В апреле 2020 года он ушёл с поста главы совета директоров банка. В декабре того же года он продал 5,3 % акций TCS Group на $325 млн, чтобы пустить вырученные средства на запуск благотворительного фонда и урегулирование налоговых претензий в США.
В сентябре 2020 года TCS Group и «Яндекс» сообщили, что предварительно договорились о сделке, в результате которой «Яндекс» мог купить до 100 % TCS Group за $5,5 млрд и заплатить за них деньгами и собственными акциями. В октябре банк вышел из переговоров, так как Тинькова не устроила ни цена, ни потеря автономности банка внутри структуры «Яндекса».
В январе 2021 года семейный траст Тинькова конвертировал свои привилегированные акции класса B, имеющие 10 голосов, в обычные акции класса A. Таким образом, конвертация акций TCS Group уравняла Тинькова в правах с остальными акционерами и привела к снижению голосующей доли с 84 % до 35 %. Капитализация банка в августе 2021 года достигала $20 млрд.
К началу вторжения России на Украину 24 февраля 2022 года семья Тиньковых владела 35,1 % TCS Group через швейцарский траст Rigi (ещё 6,5 % владел менеджмент банка, остальные 58,4 % обращались на бирже). По данным Deloitte, банк входил «в тройку крупнейших банков России по количеству активных клиентов» и на начало февраля занимал в российской банковской системе 12-е место по активам (1,27 трлн рублей). На фоне падения рынка акций к началу марта 2022 года Тиньков выбыл из числа долларовых миллиардеров. По данным СМИ, он искал потенциальных покупателей на долю в банке ещё до военной кампании, но с её началом и включением в санкционные списки Великобритании решил ускорить выход из российских активов и был готов продать свой пакет за несколько сотен миллионов долларов. В конце апреля за нераскрываемую сторонами сумму долю Тинькова выкупил «Интеррос» Владимира Потанина. Но по данным Forbes Тинькофф мог выручить $260 млн за свою долю в размере 35,1 %. Сам Тиньков в публичных комментариях увязывал продажу акций с серьёзным дисконтом со своей антивоенной позицией и якобы давлением властей. По его оценке цена продажи доли составила 3 % реальной рыночной стоимости
1 ноября Олег Тиньков заявил, что начал отзыв бренда у Тинькофф-банка. Он также предложил сменить название на Потанин-банк. В банке ответили, что все юридические права на бренд принадлежат кредитной организации.

### Plata
После ухода из России Тиньков стал одним из первых инвесторов мексиканского финтех-стартапа Plata, основанного в 2023 году бывшими топ-менеджерами «Тинькофф Банка» Нери Толлардо, Александром Бро и Данилом Анисимовым. Семья Тинькова совместно с семьёй Майкла Калви и топ-менеджерами компании вложили в стартап около 300 миллионов долларов США. В марте 2025 года компания привлекла 160 миллионов долларов США инвестиций и стала «единорогом» с оценкой в 1,5 миллиарда долларов. По словам Тинькова, стартап растёт примерно в два раза быстрее, чем на старте рос «Тинькофф Банк», и компания планирует IPO в течение двух лет с оценкой в 10 миллиардов долларов.

## Налоговое преследование в США
Олег Тиньков был гражданином США с 1995 года и отказался от гражданства 28 октября 2013 года, через три дня после проведения IPO и выхода «Тинькофф Банка» на биржу NASDAQ. Закон обязывает состоятельных бывших американцев выплатить налог на экспатриацию в размере до 23,8 % от стоимости всего имущества, как если бы оно было продано по рыночной цене за день до выхода из гражданства. Таким образом, учитывая стоимость пакета акций публичной TCS Group Holding, Тиньков на момент отказа от гражданства владел активами свыше чем на $1 млрд. При этом при подаче документов он указал свой годовой доход в $205 тыс. и общее состояние в размере $300 тыс. В сентябре 2019 года суд Калифорнии обвинил Тинькова в уходе от налогов, обвинителем была налоговое управление США (IRS). 27 февраля 2020 года тот же калифорнийский суд выпустил ордер на арест Тинькова. В тот же день он был задержан в Лондоне и после предъявления ордера был отпущен под домашний арест под залог £20 млн, на это время у него изъяли российский и кипрский паспорта.
6 марта Тиньков объявил, что с октября борется с лейкемией. Вестминстерский магистратский суд Лондона учитывая тяжесть болезни несколько раз переносил слушания об экстрадиции в США. В сентябре 2021 года Тиньков договорился с Минюстом США об урегулировании налоговых претензий. В октябре суд утвердил мировое соглашение, предусматривавшее выплату $509 млн — для неё Тиньков использовал накопленные за несколько лет дивиденды и средства от продажи части акций в конце 2020 года. В интервью Юрию Дудю в мае 2022 года Тиньков рассказал, что в своё время не заплатил причитающиеся налоги, так как не проконсультировался с юристом, и заявил, что на вердикт повлияло то, что судья Джон Тайгар принял во внимание борьбу Тинькова с лейкемией.

## Болезнь и филантропия

### Лейкемия
В октябре 2019 года Тинькову в Москве диагностировали острый миелоидный лейкоз, который подтвердился на обследовании в Берлине. Тогда же он начал курс химиотерапии. О своей болезни публично Тиньков объявил 6 марта 2020 года. К концу июня после трёх курсов химиотерапии немецким врачам удалось вывести его в состояние ремиссии, к тому времени Тиньков перенёс два сепсиса и переболел коронавирусной инфекцией COVID-19.
9 июля 2020 года Олег Тиньков перенёс операцию по трансплантации костного мозга в Лондоне. В декабре он рассказал, что молекулярный анализ на минимальную остаточную болезнь показал, что он излечился от лейкемии, однако продолжалась аутоиммунная реакция «трансплантат против хозяина» (РТПХ). В конце марта 2021 года он сообщил, что костный мозг через 7 месяцев окончательно прижился, и группа крови сменилась с В- на А-, но он продолжал бороться с РТПХ курсом медикаментов и полным переливанием крови раз в две недели. Историю своей болезни Тиньков рассказал в документальном фильме «Олег Тиньков — новая кровь», вышедшем 19 апреля 2021 года на Первом канале. По состоянию на декабрь 2021 года Тиньков по-прежнему лечился от РТПХ. В феврале 2022 года он сообщил, что впервые за несколько лет прокатился на велосипеде. 9 июля 2022 года Олег Тиньков сообщил, что последний молекулярный анализ показал полную ремиссию, а позже он лично встретился со своим донором костного мозга Сандрой и поблагодарил её. Таким образом, спустя почти три года лечения ему удалось справиться с лейкемией, оставалась только РТПХ глаз.

### Фонд семьи Тиньковых
В июле 2020 года Олег Тиньков анонсировал создание «Фонда семьи Тиньковых» (ФСТ), нацеленного на системную поддержку развития онкогематологии в России. Среди главных задач — развитие донорства костного мозга, обучение медиков и изменение законодательства. В феврале фонд был официально зарегистрирован, его президентом стала супруга Тинькова Рина Восман. В апреле он рассказал, что запланировал вложить в эндаумент фонда 20 млрд рублей — крупнейшее пожертвование в российской филантропии — и в перспективе довести его объём с помощью сторонних жертвователей до 100 млрд, чтобы за счёт прибыли от размещённого капитала обеспечить ежегодный бюджет фонда в 1-5 млрд рублей.
В августе 2021 года стало известно, что фонд работает над созданием регистра стволовых клеток — базы данных потенциальных доноров стволовых клеток с подробными характеристиками HLA-фенотипа. Также в августе представители ФСТ вошли в совет Фонда борьбы с лейкемией для софинансирования адресной помощи онкогематологическим пациентам. В октябре фонд объявил о запуске трёхлетней программы, предполагающей дооснащение региональных молекулярно-генетических лабораторий, создание информационной системы и стажировки врачей. Проект стоимостью 400 млн рублей ориентирован на диагностику и лечение ОМЛ и объединяет 24 медучреждения в 19 регионах.
В мае 2022 года фонд заявил, что продолжит свою работу и в течение календарного года будет завершено оснащение лабораторий в Санкт-Петербурге, Екатеринбурге и Иркутске, сделан капитальный ремонт отделения трансплантации костного мозга в Челябинске. Также в мае фонд закупил 40 тонн лекарственных препаратов и медицинских изделий на сумму более 30 млн рублей для Валуйской центральной районной больницы в Белгородской области.
Фонд семьи Тиньковых прекратил свою деятельность в России 1 марта 2024 года. Причиной этому послужило признание Олега Тинькова иноагентом.

## Велосипедный спорт

### «Tinkoff Restaurants»
Велокоманда Tinkoff Restaurants под руководством тренера Александра Кузнецова стала исторически третьей профессиональной российской командой, а на момент своего появления — единственной в России. Команду презентовали в январе 2006 года в штаб-квартире на вилле Кузнецова в Испании, в её состав вошли члены сборной России в трековых гонках, в том числе Михаил Игнатьев, Николай Трусов, Александр Серов, Сергей Климов, Павел Брутт и Иван Ровный. Совместным спонсором команды стала авиакомпания «Сибирь», годовой бюджет составил $4 миллиона.
В сезоне 2006 года гонщики команды заняли первое место в командной гонке преследования на Кубке Мира по трековым велогонкам в Лос-Анджелесе а Павел Брутт выиграл Тур Греции и гонку Cinturón a Mallorca.
Причиной расформирования команды стал конфликт между Александром Кузнецовым и Олегом Тиньковым.

### «Tinkoff Credit Systems»
Tinkoff Credit Systems была создана к сезону 2007 года на основе Tinkoff Restaurants, но с итальянским менеджментом и регистрацией. Полученная лицензия UCI Professional Continental Team позволяла спортсменам участвовать во всех крупных европейских гонках. В новом составе выросло число иностранных спортсменов, а капитаном стал американец Тайлер Хэмилтон.
Успешные выступления команды, в том числе на этапах Джиро д’Италия в 2008 году, привлекли внимание бывшего велосипедиста, владельца корпорации «Итера» Игоря Макарова. По его инициативе и при спонсорском участии «Газпрома» и «Ростехнологий» на основе Tinkoff Credit Systems была создана российская команда «Катюша».

### Велокоманда «Тинькофф»

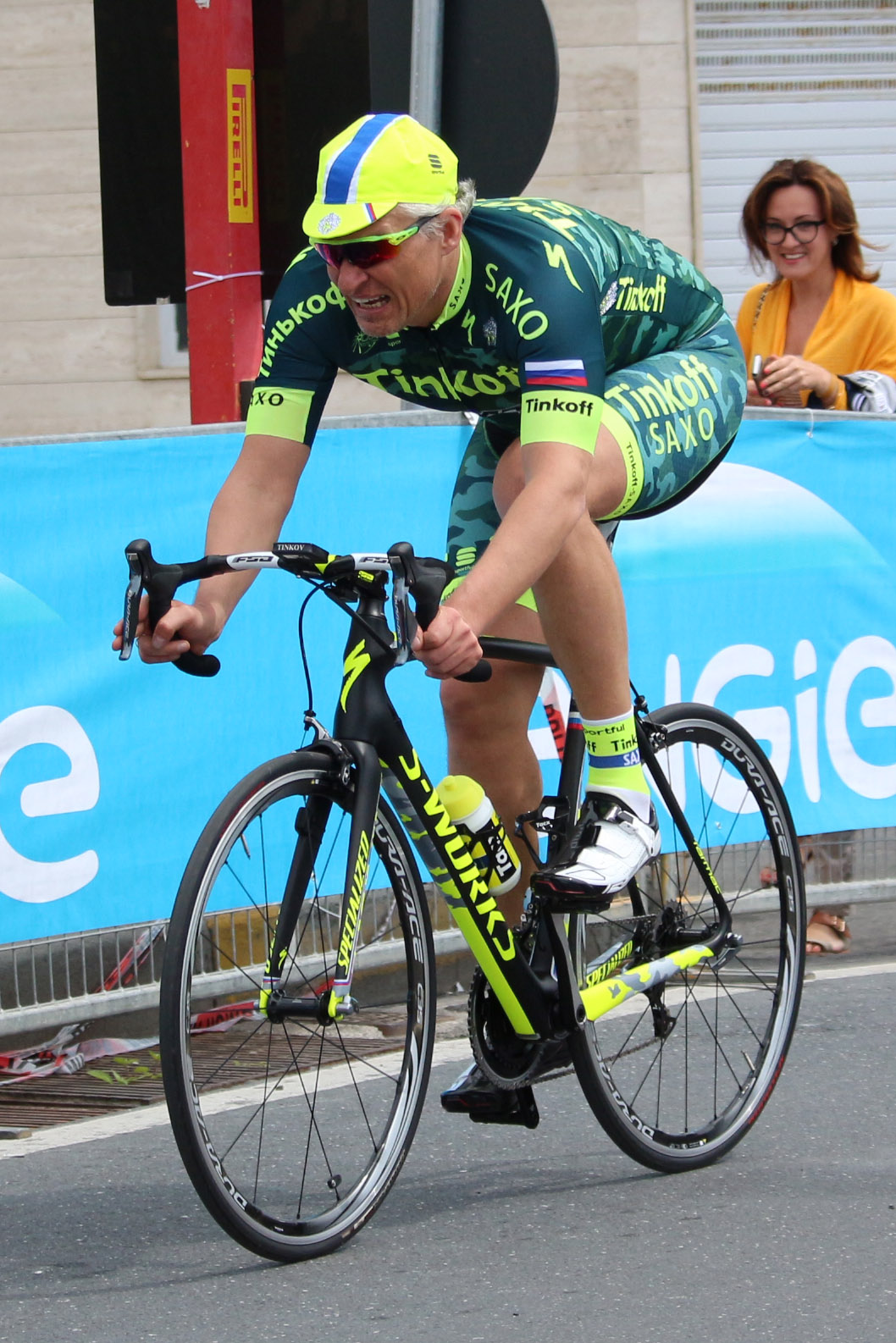
Олег Тиньков на Джиро д'Италия 2015 года

В декабре 2013 года Олег Тиньков через управляющую компанию Tinkoff Sport A/C купил у бывшего велогонщика Бьярне Рийса команду, спонсором которой «Тинькофф Кредитные Системы» выступал с 2012 года.
«Тинькофф» и «Катюша» — единственные на тот момент российские команды, выступавшие в гонках Мирового Тура UCI. Велосипедисты команды неоднократно побеждали на этапах престижного Гранд Тура: в частности, Альберто Контадор становился победителем Вуэльты Испании и Джиро д'Италия, а Петер Саган два раза становился обладателем зелёной майки лучшего спринтера на Тур де Франс.
Олег Тиньков участвовал в тренировках наравне со своими спортсменами и сопровождал команду на соревнованиях. В честь победы Контадора на Джиро д'Италия 2015 он окрасил волосы в победный розовый цвет.
Тиньков неоднократно критиковал профессиональный велоспорт за бюрократизированность и устаревшую спонсорскую модель. Он стал одним из акционеров проекта Velon — инициативы команд Мирового Тура по развитию профессионального велоспорта, организации более зрелищных соревнований, защите интересов спонсоров и владельцев команд. Тиньков также выступал за расписание Гранд Туров, которое позволит сильнейшим гонщикам выступить на каждом из них в течение сезона. В 2014 году он предложил капитану «Тинькофф-Саксо» Альберто Контадору и его соперникам Крису Фруму, выступающему за Sky Procycling, и Винченцо Нибали из Astana Pro Team по 1 миллиону евро за выступление на всех трёх главных многодневных гонках мира.
С 2016 года велокоманда выступала как Tinkoff, поскольку Saxo Bank решил не продлевать спонсорский контракт дальше 2015 года. В конце 2015 года он объявил, что по окончании сезона 2016 уйдёт из велоспорта и продаст команду. Как единственный титульный спонсор Тиньков тратил на содержание команды около 20 миллионов евро в год, а за всё время совместно с банком вложил в неё около 50 миллионов евро. Кроме возросшей финансовой нагрузки, в числе причин он назвал исчерпание потенциала для брендинга банка, убыточность велоспорта для команд, отсутствие реформ в спорте, а также затянувшийся конфликт между Международным союзом велосипедистов и Спортивной организацией Амори́. По итогам сезона команда заняла второе место и была окончательно расформирована в ноябре 2016 года.

## La Datcha
В 2016 году Олег Тиньков и Накупов Кайрат Ертаевич запустили сервис для аренды домов для отдыха La Datcha.
Первые два шале класса люкс открылись во французских Альпах в июне 2016 года: одно на горнолыжном курорте Куршевель и второе — в Валь Торанс. В 2017 году добавилась база для рыбалки в дельте Волги под Астраханью, в 2018 году после реконструкции для гостей открылось палаццо в Форте-деи-Марми с частным пляжем и 28-метровой яхтой Pershing 9X. С 2019 года гостей принимает вилла в мексиканском Кабо-Сан-Лукас. Тиньков также рассматривал идею строительства гостинично-рекреационного комплекса на Камчатке, но отказался от него из-за организационных сложностей. В мае 2022 года Олег Тиньков заявил, что продал все российские объекты La Datcha.
В 2016 году Тиньков стал первым заказчиком суперъяхты-эксплорера SeaXplorer. Яхта может развивать скорость до 14,5 узлов (примерно 26,9 км/ч) и ходить на расстояния в 6000 морских миль (11,1 тыс. км). Благодаря ледовому класс C1 La Datcha может заходить во льды толщиной несколько десятков сантиметров. 77-метровое шестипалубное судно общим водоизмещением 2560 тонн рассчитано на 12 гостей и 25 членов экипажа. Запас провизии и топлива позволяет находиться в автономном плавании до 40 дней. Яхта обустроена в соответствии с пожеланиями владельца: имеет две вертолётные площадки, снегоходы и субмарину. Яхту строила нидерландская верфь Amel. Судно было спущено на воду в июне 2020 года, в сентябре прошло испытания в море и было передано заказчику в ноябре того же года. Сразу после этого La Datcha ушла в кругосветное путешествие. Тинькову яхта обошлась более чем в €100 млн, он планировал проводить на ней до 20 недель в году, а в остальное время сдавать по 740 тысяч евро в неделю. В мае 2022 года Тиньков допустил, что может продать яхту.

## Санкции

### Доклад Минфина США
В январе 2018 года был включён в «кремлёвский доклад» Минфина США — список из 210 чиновников, политиков и бизнесменов, приближённых, по мнению авторов доклада, к президенту России Владимиру Путину. Подготовку доклада предусматривал законопроект «О противостоянии противникам Америки посредством санкций» (CAATSA). Список включённых бизнесменов полностью совпадал со списком богатейших людей России по версии Forbes. Как отметил Минфин США, данный список не является санкционным и никакие ограничения против его фигурантов автоматически не вводятся.

### Санкции Великобритании
С 24 марта 2022 года в связи с российским вторжением на Украину власти Великобритании включили Олега Тинькова наряду с ещё 32 российскими физлицами в санкционный список, подразумевающий заморозку активов в стране и транспортные ограничения так как Тиньков был акционером Тинькофф Банка — организации, работающей в «отрасли, имеющей стратегическое значение» для российского правительства, и в этом статусе «участвовал в получении выгоды или поддержке правительства России».
В мае Тиньков в интервью Юрию Дудю назвал заморозку активов Великобританией технической и бюрократической ошибкой, так как у него нет счетов и активов в стране, и выразил надежду, что британские власти «разберутся» и отменят решение. 20 июля 2023 года Великобритания сняла санкции с Олега Тинькова.

## Судебные разбирательства
11 октября 2023 года Усть-Лабинский районный суд Краснодарского края обязал Олега Тинькова выплатить Олегу Дерипаске компенсацию по иску о защите чести и достоинства в размере 20 млн рублей за спорный пост в социальной сети Instagram. Иск был подан в августе 2022 года, Дерипаска просил взыскать с Тинькова 2 миллиарда рублей компенсации морального и репутационного вреда. Ранее Тиньков, в комментариях социальной сети, назвал Дерипаску «олигархом и вором».

## Прочее

### Общественная позиция
28 февраля 2022 года Тиньков выступил против российского вторжения на Украину: «Сейчас в Украине погибают невинные люди, каждый день, это немыслимо и недопустимо! Государства должны тратить деньги на лечение людей, на исследования победы над раком, а не на войну. Мы против этой войны!». В апреле и мае Тиньков написал ещё ряд резких антивоенных постов, высказав желание помогать беженцам с Украины и раненым в России. Позднее Олег Тиньков призвал российских олигархов выступать против российской войны против Украины.
Публичные высказывания Тинькова широко освещались в прессе. Банк, в свою очередь, заявил, что слова Тинькова являются его «личным мнением», подчеркнув, что бизнесмен много лет не принимает участия в управлении кредитной организацией. Уже после продажи доли в банке в интервью New York Times и Юрию Дудю Тиньков заявил, что после его критики с руководством банка связывались из администрации президента.
В октябре 2022 года вышел из гражданства России.
16 февраля 2024 года Министерством юстиции России внесён в список физических лиц «иностранных агентов».

### Отношение к спорту
Кроме занятий велоспортом, в начале 2000-х Тиньков занялся фрирайдом, который в своей автобиографии называет «одним из самых опасных для жизни видов спорта». Позднее он увлёкся хели-ски — спуском по нетронутым снежным склонам, к которым подвозит вертолёт. Также в январе 2019 года он проехал на лыжах и велосипедах 50 км до Южного полюса.
В интервью Юрию Дудю 2017 года Олег Тиньков говорил, что нормально относится к футболу и высоко ценит западный футбол, особенно плей-офф Лиги чемпионов, однако резко высказывался о российских футболистах. Этим он объяснял своё нежелание лично финансировать отечественный футбол. Тем не менее, в сезонах 2020/2021 и 2021/2022 «Тинькофф Банк» стал спонсором Российской премьер-лиги.

### Публикации
С 2007 по 2010 год предприниматель был колумнистом журнала «Финанс». С 2010 года главный редактор журнала Олег Анисимов перешёл на работу в банк Тинькова и вместе с ним работал над передачей «Бизнес-секреты с Олегом Тиньковым» на интернет-канале Russia.ru. После двухлетнего перерыва Тиньков возобновил выпуск «Бизнес-секретов» с интервью с Михаилом Фридманом в октябре 2015 года.
Тиньков написал три книги, обобщающие его предпринимательский опыт: «Я такой как все» была издана в 2010 году, «Как стать бизнесменом» — год спустя и «Революция. Как построить крупнейший онлайн-банк в мире» вышла в 2018 году. Также в 2019 году вышла книга «Бизнес без MBA», написанная Тиньковым в соавторстве с сотрудниками банка.
Олег Тиньков — активный пользователь Instagram (ранее также использовал Facebook, Twitter и «ВКонтакте»). На протяжении многих лет он публикует посты и фотографии, делится мнением, взаимодействует с подписчиками. Его манера общения считается провокационной и зачастую приводит к несодержательным спорам и взаимным оскорблениям. СМИ в разное время освещали его конфликты с блогерами Nemagia, Павлом Дуровым, с «Рокетбанком» и «Яндексом».

## Публикации
Книги
- Тиньков О. Ю. «Я такой как все». — М.: Эксмо, 2010. — 260 с. — ISBN 978-5-9902155-1-1.
- Олег Тиньков. «Как стать бизнесменом». — М.: ЭКСМО, «Альпина Паблишер», 2011. — 256 с. — ISBN 978-5-699-51390-1.
- Тиньков О. Ю. «Революция. Как построить крупнейший онлайн-банк в мире» / Саляхова Э.. — М.: Эксмо, 2018. — 320 с. — ISBN 978-5-04-089811-4.
- Тиньков О. Ю., Гасанов М., Близнюк С., Бухаров Ф. «Бизнес без MBA» / Ильяхов М.. — М.: Эксмо, 2021. — 224 с. — ISBN 978-5-04-115941-2.

### Интервью
- Тиньков – о Путине, Навальном и тёлках (Youtube-канал «вДудь» — Юрия Дудя; 13 июня 2017)
- Тиньков – болезнь и война (Youtube-канал «вДудь» — Юрия Дудя; 11 мая 2022)
- «Жизнь одна, умереть подонком — плохо». Тиньков: рак, потеря бизнеса, Шнуров, Абрамович, Фридман (Youtube-канал Телеканала Дождь; 20 апреля 2024)